# Bomolocha caducalis
Bomolocha caducalis là một loài bướm đêm trong họ Noctuidae.